# Шнаппи (персонаж)
Крокодильчик Шнаппи (нем. Schnappi das kleine Krokodil) — персонаж немецкого детского мультфильма из телепередачи «Шоу с мышкой» (нем. Die Sendung mit der Maus). Вступительная песня мультфильма «Крокодильчик Шнаппи» стала интернет-хитом. Достигла 1-го места в немецком чарте синглов в январе 2005 года, а также возглавила чарты синглов в Австрии, Бельгии, Нидерландах, Норвегии, Швеции и Швейцарии. Русскоязычную версию исполняет ансамбль «Эдельвейс».

## История
Шнаппи впервые появился в детской телепередаче «Шоу с мышкой», как эпизодический персонаж. Он исполнил песенку о своей жизни в Египте, в реке Нил. Песенку, от лица крокодильчика, исполнила четырёхлетняя Джой Груттман, которая с 1999 года пела детские песни в телепередаче. Однако опубликованная заново в интернете несколько лет спустя, песня стала сначала интернет-хитом, а затем приобрела и широкую популярность.

## Популярность
В 2004 году Шнаппи приобрёл популярность в Интернете, а радиостанция RauteMusik включила песню в ротацию. Благодаря чему в декабре был выпущен сингл «Schnappi, das kleine Krokodil». 3 января 2005 года он занял первое место в немецком чарте GfK Entertainment и оставался на вершине в течение 10 недель. После мирового релиза, песня возглавила чарты Австрии, Бельгии, Нидерландов, Норвегии, Швеции и Швейцарии.
Также появились версии на национальных языках. Французская — «Крокодильчик Кроки» (фр. Crocky le petit crocodile), литовская — «Šnapis mažas klokodilas» и японская — «Togetogeshi, chiisai wani» (яп. 刺 々 し 、 小 さ い 鰐). Бельгийская техно-группа Dynamite выпустила кавер-версию, которая заняла третье место в чартах Бельгии, в то время как оригинальная версия все еще возглавляла чарты.
В апреле песня получила популярность в Австралазии. 25 апреля 2005 года, появившись в чарте Новой Зеландии Recorded Music NZ (тогда RIANZ), под номером 32, за неделю он достиг третьего места, и затем и второго, спустя ещё две недели. С 9 мая по 18 июля сингл находился в десятке лучших, меняя позицию. 17 июля песня дебютировала под номером 20 в австралийском чарте ARIA Singles Chart, достигнув наивысшего своего положения — шестого места 21 августа.
В феврале 2005 года компания  Polydor Records выпустила студийный альбом «Шнаппи и его друзья» (нем. Schnappi und Seine Freunde). Он занял пятое место в чарте Финляндии, второе место в Германии и первое место в Австрии. Второй сингл «Лама в Иокогаме» (нем. Ein Lama in Yokohama), известный как «Шнаппи и Лама» (нем. Schnappi und das Lama) был выпущен в апреле 2005 года. Он вошёл в десятку лучших синглов в Австрии, Германии и Норвегии. Он едва не вошёл в десятку лучших песен в Новой Зеландии, достигнув 11-го места, и только 26-го места в Австралии. Он стал последним хитом Шнаппи в этих странах.
В ноябре 2005 года вышел сингл «Динь! Дилинь! Рождешнапство!» (нем. Jing! Jingeling! Der Weihnachtsschnappi!) и занял третье место в Норвегии, но больше нигде не попал в первую десятку. Он стал последним хитом Шнаппи в Европе. Второй и последний студийный альбом «Зимний праздник Шнаппи» (англ. Schnappi's Winterfest) выпустили в декабре 2005 года. Он попал в чарты только в Австрии и Германии под номерами 43 и 25 соответственно.

## Текст песни
| Schnappi, ориг. нем. | Шнаппи |
| --- | --- |
| Ich bin Schnappi das kleine Krokodil, Komm aus Ägypten das liegt direkt am Nil. Zuerst lag ich in einem Ei, Dann schni schna schnappte ich mich frei. der Chorus Schni schna schnappi schnappi schnappi schnapp Ich bin Schnappi das kleine Krokodil, Hab scharfe Zähne und davon ganz schön viel. Ich schnapp mir was ich schnappen kann, Ja schnapp zu weil ich das so gut kann. der Chorus Schni schna schnappi schnappi schnappi schnapp Ich bin Schnappi das kleine Krokodil, Ich schnappe gern das ist mein Lieblingsspiel. Ich schleich mich an die Mama ran, Und zeig ihr wie ich schnappen kann! der Chorus Schni schna schnappi schnappi schnappi schnapp Ich bin Schnappi das kleine Krokodil, Und vom Schnappen da krieg ich nicht zuviel. Ich beiss den Papi kurz ins Bein, Und dann, dann schlafe ich einfach ein. der Chorus Schni schna schnappi schnappi schnappi schnapp | Я — Шнаппи, маленький крокодил, Родом из Египта, что на реке Нил, Сначала я был в яйце, Но потом, хва-хвать, я освободился. Припев Шни шна шнаппи — хвать-хвать-хвать. Я — Шнаппи, маленький крокодил, У меня острые зубы, и к тому же их довольно много. Я ловлю всё, что могу схватить, Я ловлю зубами, и умею делать это хорошо. Припев Шни шна шнаппи — хвать-хвать-хвать. Я — Шнаппи, маленький крокодил, Ловлю с удовольствием, это моя любимая игра, Я подкрадываюсь к маме поближе И показываю ей, как могу ловить. Припев Шни шна шнаппи — хвать-хвать-хвать. Я — Шнаппи, маленький крокодил, От ловли я не получаю много. Я кусаю отца тихонько за лапу, А затем, затем я просто засыпаю. Припев Шни шна шнаппи — хвать-хвать-хвать. |